# La casa tonda
La casa tonda (The Round House) è un romanzo della scrittrice statunitense Louise Erdrich, pubblicato nel 2012. Il romanzo ha ottenuto il premio National Book Award nella sezione narrativa 2012. È stato tradotto in lingua italiana nel 2013 da Vincenzo Mantovani per la Giangiacomo Feltrinelli Editore nella collana "I Narratori".

## Trama
Il romanzo, di genere politico e di indagine, è ambientato nel 1988 nella Dakota del Nord, in una riserva indigena. Il protagonista ripercorre con la memoria i fatti avvenuti nella sua famiglia quando aveva dodici anni. La madre Geraldine, moglie del giudice Bazil, viene aggredita e violentata dopo essersi allontanata da casa a seguito di una telefonata. I limiti legislativi legati alla giurisdizione del territorio non consentono alle indagini di proseguire alla ricerca della verità. Sarà l'intervento di Joe e dei suoi amici che condurrà a un primo arresto di Linden Lark, riconosciuto dalla vittima. Rilasciato per falle procedurali, la storia proseguirà coinvolgendo ancora più profondamente i riti, le tradizioni dei nativi americani e il desiderio di giustizia inappagata di una famiglia intera. Molte le connessioni con il passato etnico della famiglia Cutts, i risvolti legati all'indigenza e alla precarietà della situazione sociale delle riserve.

## Personaggi
- Joe Cutts, giovane nativo americano, protagonista della storia
- Bazil Cutts, padre di Joe, giudice della corte tribale della riserva in cui la famiglia vive
- Geraldine, madre di Joe e vittima della violenza di cui tratta il romanzo
- Cappy, Zack e Angus, amici di Joe
- Linden Lark violento residente non nativo e protagonista negativo della storia
- Whitey e Sonja, zii di Joe
- Linda Lark Wishkob sorella naturale di Linden
- Mooshum, nonno di Joe

## Edizioni in italiano
- La casa tonda (The Round House), ed. Feltrinelli, collana "Universale Economica" edizione 2017, pp 381